# Callionymus aagilis
Callionymus aagilis je paprskoploutvá ryba z čeledi vřeténkovití (Callionymidae).
Druh byl popsán roku 1999 ichtyologem Ronaldem Frickem.

## Popis a výskyt
Maximální délka ryby je 10,7 cm.
Podlouhlé, lehce zploštělé tělo. Hlava lehce zploštělá. Hlava a tělo světle hnědé barvy, břicho bílé. Hřbetní polovina tmavě hnědá. Strany hlavy s malými šedými skvrnami. U samců v okolí nozder bělavý zakřivený pás.
Byla nalezena ve vodách západního Indického oceánu: Réunion a Mauricius.